# Michaił Chrieptowicz-Butieniew
Michaił Appolinarjewicz Chrieptowicz-Butieniew, ros. Михаил Апполинарьевич Хрептович-Бутенев (ur. 28 sierpnia 1919 w Jałcie, zm. 30 października 1992 w Scarsdale) – rosyjscy emigracyjny bankowiec, działacz społeczny.
Pochodził z rodu książęcego. W listopadzie 1920 r. jego rodzina wraz z wojskami Białych została ewakuowana z Krymu do Gallipoli. Na emigracji zamieszkała we Francji. W 1936 r. przybyła do rodzinnego majątku ziemskiego we wsi Szczorsy na Nowogródczyźnie. Michaił A. Chrieptowicz-Butieniew ukończył naukę w Szkole Nauk Politycznych w Warszawie. Następnie wyjechał do Niemiec, gdzie uczył się międzynarodowej ekonomii. Po wyzwoleniu Paryża przez wojska alianckie latem 1944 r., otrzymał pracę w międzynarodowej organizacji pomocy emigrantom. Wyemigrował do USA, gdzie pracował w bankowości. Od 1952 r. pełnił funkcję wiceprezydenta oddziału banku Manufacturers Hanover Trust and Co. w Nowym Jorku. Był członkiem Funduszu Św. Serafima, którego został skarbnikiem.